# Memorial Avelino Camacho 2012
El XXIV Memorial Avelino Camacho fue una prueba ciclista amateur, disputada en el concejo de Llanera (Asturias), el lunes 20 de agosto de 2012. La prueba tuvo una distancia de 130 km repartidos en seis vueltas a dos circuitos; tres a uno largo de 29,7 km, cuya mayor dificultad fue la subida al muro del Mundín, una rampa de 400 m al 14% con una pequeña parte que llega al 19% a falta de 3 km para la finalización del circuito; y otras tres a un segundo circuito de 14,5 km, con sendas subidas al alto del Robledo, subida de 1,5 km al 11% con tramos que alcanzan el 15%.
Participaron 92 ciclistas pertenecientes a 12 equipos del País Vasco, Cantabria, Castilla y León, Cádiz, además de la selección argentina y los equipos asturianos Ciudad de Oviedo y Construcciones Paulino.
El vasco Unai Iparragirre, del equipo Bidelan-Kirolgi, recogió el trofeo de manos del alcalde de Llanera, José Avelino Sánchez, tras imponerse en el sprint final a su compañero Markel Antón, a Reuben Donati y a Jesús Merino entre otros. La prueba también decidió el Campeonato de Asturias de fondo en carretera para las categorías élite y sub-23, siendo Higinio Fernández e Israel Nuño sus respectivos vencedores. La general por equipos fue para Bidelan-Kirolgi mientras que la de la montaña fue para Jesús Merino del equipo Diputación de León.

## Clasificación final
| Posición | Ciclista               | Equipo                  | Tiempo     |
| -------- | ---------------------- | ----------------------- | ---------- |
| 1.       | Unai Iparragirre       | Bidelan-Kirolgi         | 3h 18' 25" |
| 2.       | Markel Antón           | Bidelan-Kirolgi         | m.t.       |
| 3.       | Reuben Donati          | Gomur-Cantabria Deporte | m.t.       |
| 4.       | Jesús Merino           | Diputación de León      | m.t.       |
| 5.       | Manuel Sola            | Andalucía Caja Granada  | m.t.       |
| 6.       | José Manuel Gutiérrez  | Gomur-Cantabria Deporte | m.t.       |
| 7.       | Luis Alberto Cabezuela | Diputación de León      | m.t.       |
| 8.       | Martín Lestido         | Aluminios Cortizo       | + 1"       |
| 9.       | Sergio Míguez          | Supermercados Froiz     | + 22"      |
| 10.      | Alejandro Cobo         | Bidelan-Kirolgi         | + 44"      |

| 11. | Diego Maroño         | Cambre-Caeiro                 | + 53"    |
| 12. | Rubén Martínez       | Frio Julymar                  | + 1' 33" |
| 13. | Andrés Cárdenas      | Diputación de León            | + 2' 00" |
| 14. | Higinio Fernández    | Lizarte                       | + 2' 02" |
| 15. | Adolfo Vicente       | Cambre-Caeiro                 | + 2' 15" |
| 16. | José Mariño          | Aluminios Cortizo             | + 2' 17" |
| 17. | Imanol Iza           | Bidelan-Kirolgi               | + 2' 17" |
| 18. | José Manuel González | Mallatalud Bike               | + 2' 18" |
| 19. | Joaquín Novoa        | Diputación de Ávila-Smilekers | + 2' 18" |
| 20. | Adrián García        | Construcciones Paulino        | + 2' 31" |
| 21. | Joseba Del Barrio    | Bidelan-Kirolgi               | + 2' 34" |
| 22. | Manuel Jiménez       | Diputación de León            | + 2' 40" |
| 23. | Rubén López          | Diputación de Ávila-Smilekers | + 2' 40" |
| 24. | Federico Butto       | Frio Julymar                  | + 3' 03" |
| 25. | Julen Mitxelena      | Bidelan-Kirolgi               | + 3' 03" |
| 26. | Pablo Rodríguez      | Construcciones Paulino        | + 3' 14" |
| 27. | Diego León Cuervo    | Diputación de León            | + 3' 17" |
| 28. | Héctor Sáez          | Seguros Bilbao                | + 3' 30" |
| 29. | Miguel Abellán       | Seguros Bilbao                | + 3' 30" |
| 30. | Alejandro Álvarez    | Gomur-Cantabria Deporte       | + 3' 31" |
| 31. | Eduardo Martínez     | Mutua Levante                 | + 3' 33" |
| 32. | David Galarreta      | Seguros Bilbao                | + 5' 43" |
| 33. | Jesús Sanz Miguel    | Construcciones Paulino        | + 5' 43" |
| 34. | Imanol Díaz          | Seguros Bilbao                | + 5' 43" |
| 35. | Jorge Alonso         | Diputación de Ávila-Smilekers | + 5' 43" |
| 36. | Ion Odriozola        | Bidelan-Kirolgi               | + 5' 43" |
| 37. | Israel Nuño          | Gomur-Cantabria Deportes      | + 5' 43" |
| 38. | Iñaki Pena-Alonso    | Aluminios Cortizo             | + 5' 43" |
| 39. | Javier García        | Cambre-Caeiro                 | + 5' 43" |